# Karaman
Karaman je město v Turecku ve Střední Anatolii v provincii Karaman. Leží v podhůří Taurusu, 120 km severně od břehů Středozemního moře, 220 km východně od Antálie, 300 km jižně od Ankary. Roku 2012 mělo město 141 630 obyvatel. Cestovní ruch Karamanu je zajištěn zejména kulturní stránkou města.

## Historie
Původně řecké město se nazývalo Laranda (Λάρανδα). Od 6. století př. n. l. bylo město pod vládou Achaimenovců. Po pádu Makedonské říše bylo zničeno Perdikkásem poté, co porazil kappadockého krále Ariarathese. Jako držitelé města Larandy se poté vystřídali Římská říše, Byzantská říše, Seldžucká říše, Fridrich I. Barbarossa, nebo Arménské království v Kilíkii.
Roku 1256 byla Laranda dobyta oghuzskými Turky a jejich vůdce Karamanoğlu Mehmet Bey ji po sobě přejmenoval na Karaman a jako jediný jazyk města zavedl turečtinu. Tou dobou zde trávil konec života Junus Emre a pravděpodobně je zde i pohřben. Roku 1468 Karaman padl do rukou osmanských Turků. Od té doby dodnes je město turecké.

## Pamětihodnosti
- Karamanská pevnost
- Památník Junuse Emreho

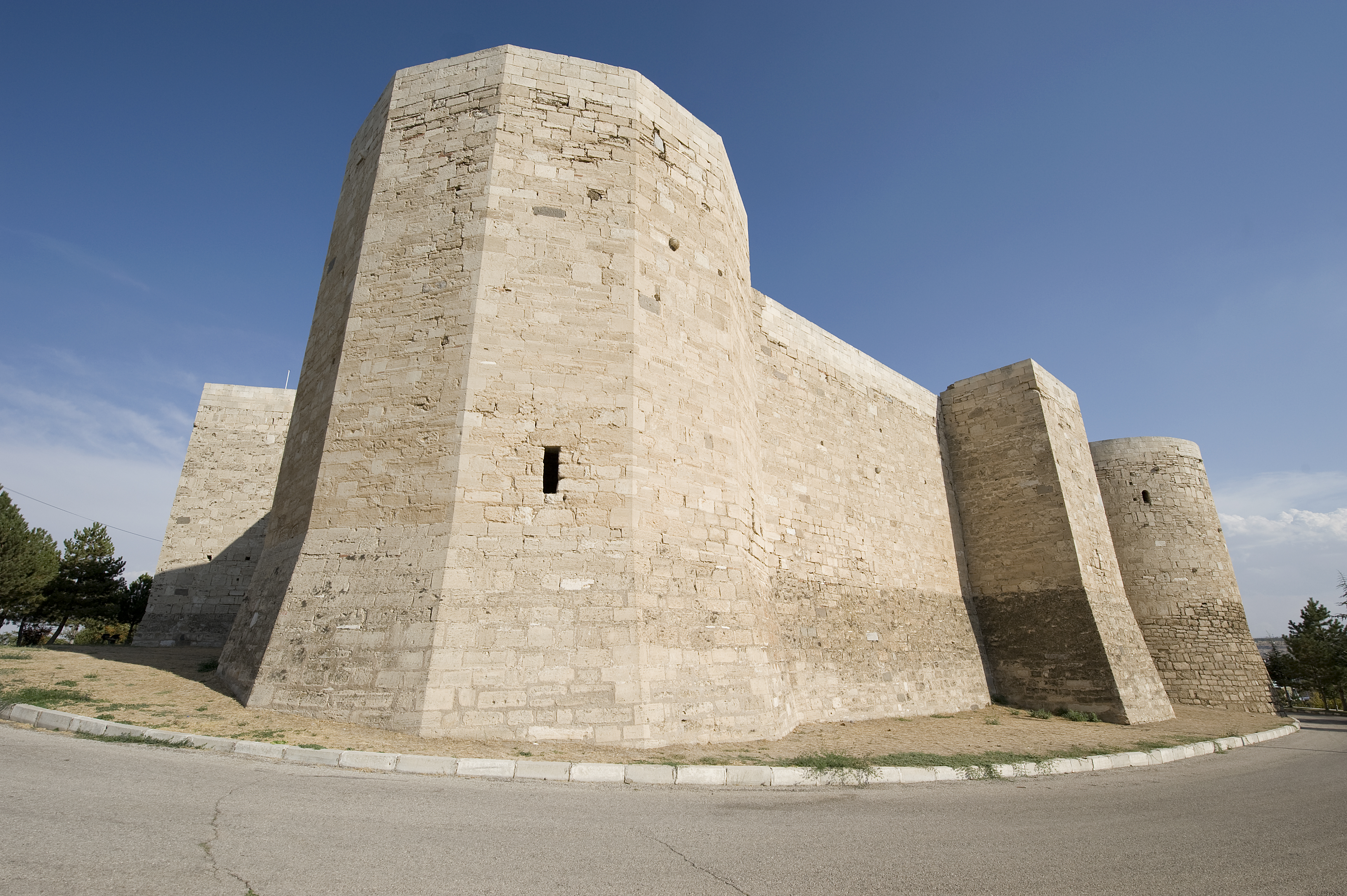
Karamanská pevnost zvenku
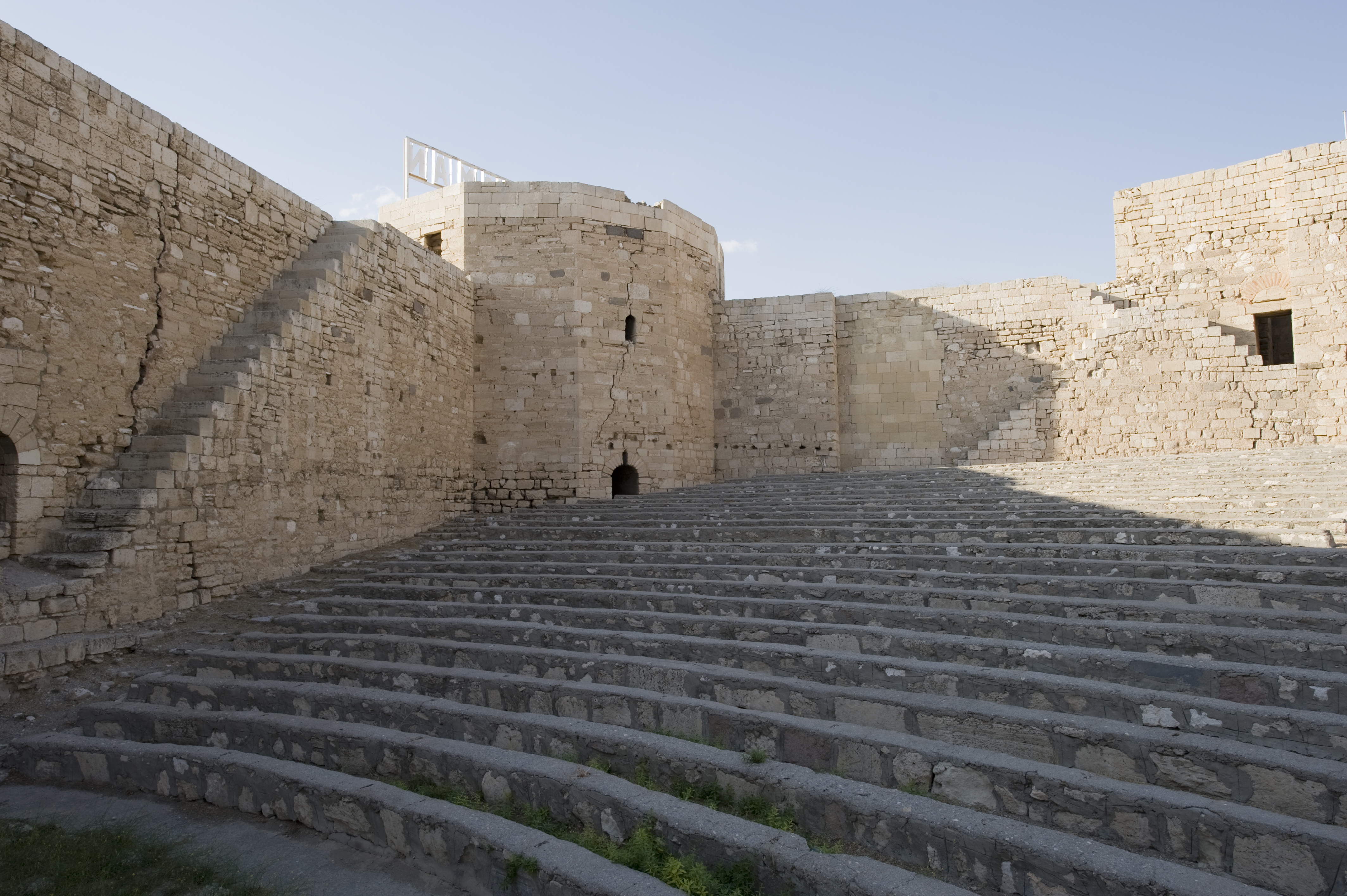
Karamanská pevnost zevnitř
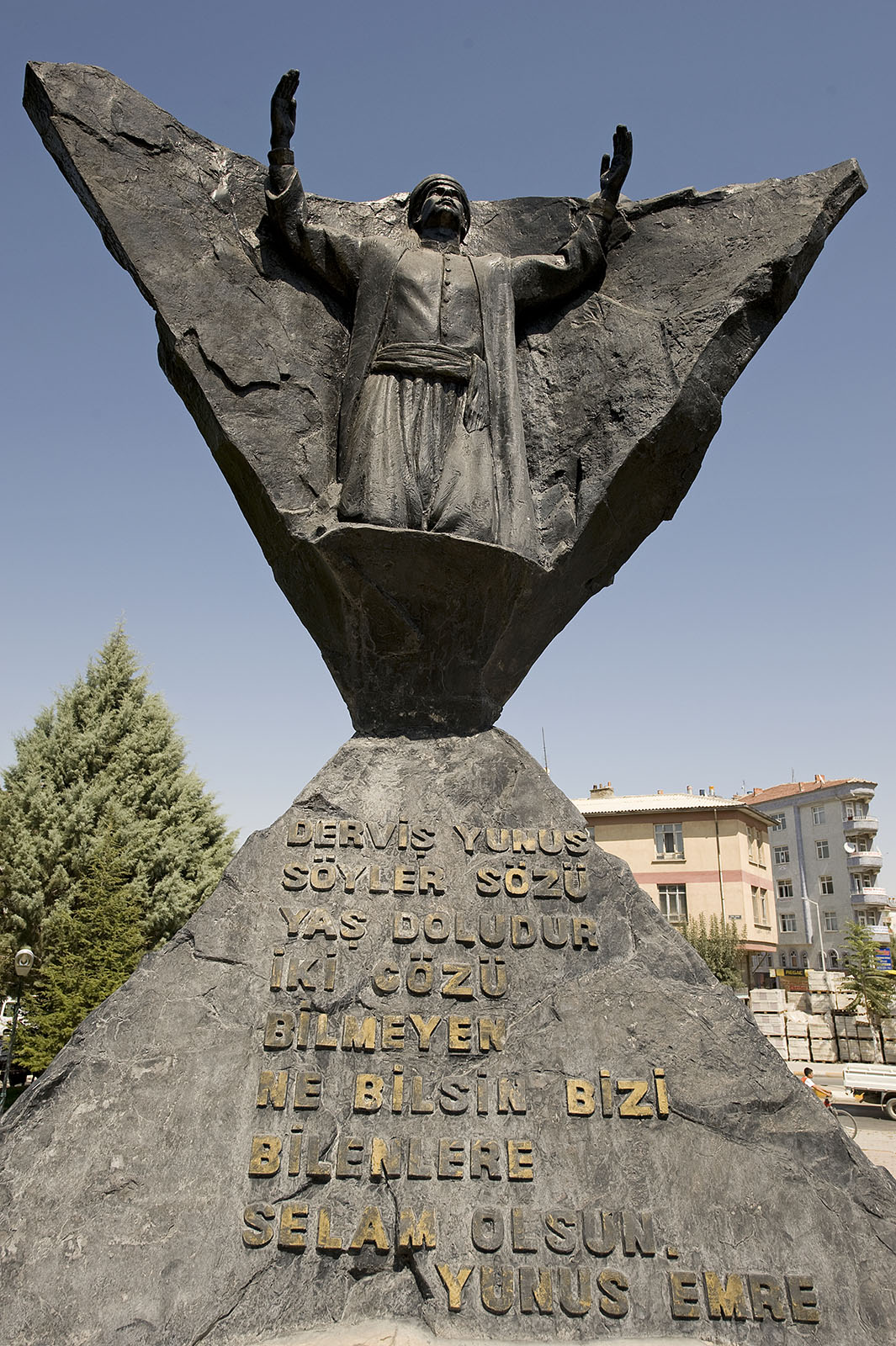
Památník Junuse Emreho